# Presidente da Somália
O Presidente da Somália (em somali: Madaxaweynaha Soomaaliya) é o chefe de Estado da Somália, além de comandante em chefe das Forças Armadas da Somália. O presidente representa o Governo Federal da Somália, e a unidade da nação somali, bem como garante a implementação da constituição do país e o funcionamento harmônico e organizado dos órgãos do Estado. O cargo de presidente da Somália foi criado com a proclamação da república em 1 de julho de 1960. O primeiro a exercer o cargo foi Aden Abdullah Osman Daar. O atual é o 10.º presidente do país Hassan Sheikh Mohamud, desde 15 de maio de 2022.

## História
O primeiro presidente da Somália foi Aden Abdullah Osman Daar, um dos líderes da Liga da Juventude Somali, tomando posse em 1 de julho de 1960, data da proclamação da república no país. Desde então, o cargo foi exercido por diversas outras pessoas: Abdirashid Ali Shermarke, Mohamed Siyad Barre, Ali Mahdi, Abdiqasim Salad, Abdullahi Yusuf, Sharif Sheikh Ahmed e Hassan Sheikh Mohamud. Ademais, Sheikh Mukhtar serviu como presidente interino entre o assassinato de Sharmarke e o golpe de Estado de 1969; Aden Madobe também o fez, após a renúncia de Yusuf em 2008.
Sharif Sheikh Ahmed tornou-se presidente em 31 de janeiro de 2009, após as eleições presidenciais de janeiro de 2009. O mandato de Ahmed oficialmente teve fim em agosto de 2012, concomitantemente ao fim do Governo Transicional Federal e o início do Governo Federal da Somália. Foi sucedido pelo General Muse Hassan, que assumiu o posto interinamente.
O atual presidente é Hassan Sheikh Mohamud, que tomou posse no dia 15 de maio de 2022, após as eleições presidenciais de 2022.

## Qualificações e eleição
Para tornar-se Presidente da Somália, o candidato deve:
- (a) Ser um cidadão somali e muçulmano;
- (b) Ter mais de quarenta anos de idade;
- (c) Ter conhecimento relevante ou experiência para o cargo;
- (d) Ter mente sã;
- (e) Não ter sido condenado por um tribunal por um crime grave.

A eleição para presidente deve ter início pelo menos 30 dias antes do mandato do atual presidente expirar ou 10 dias após a presidência tornar-se vaga, e deve ter fim em até 30 dias após o início da eleição. Os candidatos devem ser inscritos no parlamento nos primeiros 10 dias desse período, e as eleições devem ser realizadas, no máximo, nos 20 dias restantes. O presidente é eleito indiretamente, pelos membros do parlamento.

## Mandato
O presidente exerce um mandato de quatro anos de duração, com a possibilidade de uma reeleição. O mandato do presidente atual permanece até o presidente eleito tomar posse. Ao assumir o cargo, o presidente faz o seguinte juramento ante o parlamento:
Juro, em nome de Alá, que irei cumprir meus deveres honestamente e servindo ao melhor interesse da Nação, Povo e Religião, e que irei cumprir a Constituição e as demais Leis do País.

## Ex-presidentes vivos
Atualmente, há quatro ex-presidentes da Somália vivos:

Ex-presidentes vivos da Somália
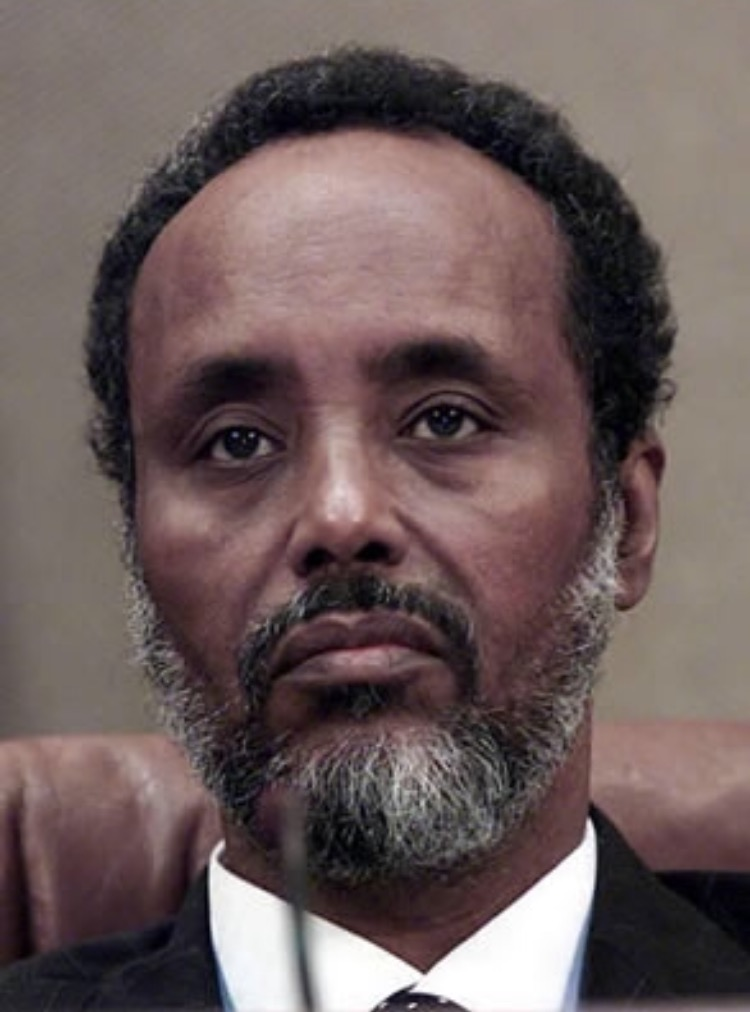
Abdiqasim Salad Hassan serviu de 2000–2004 n. 1941 (84 anos)
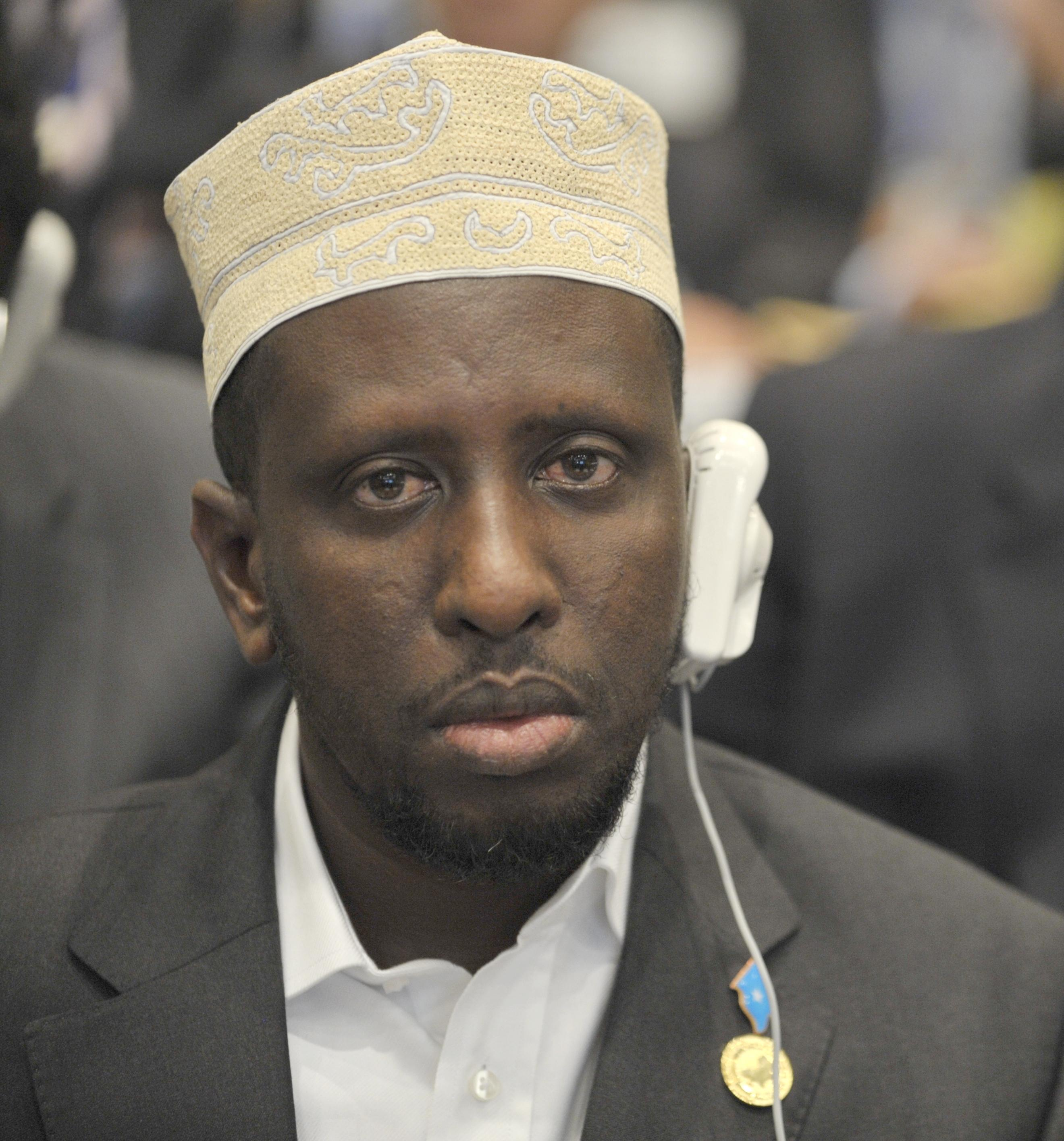
Sharif Sheikh Ahmed serviu de 2009–2012 n. 1966 (58 anos)
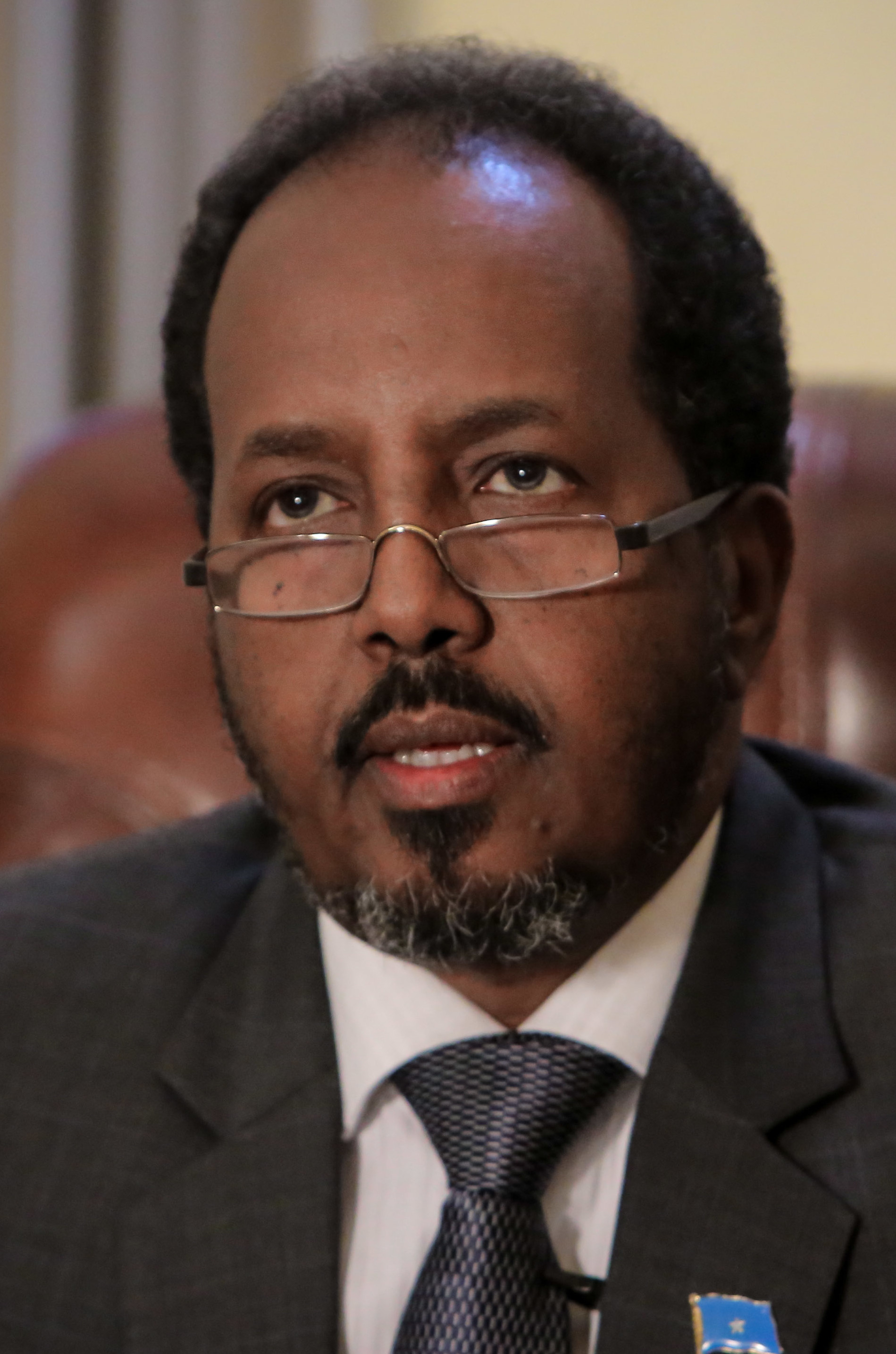
Hassan S. Mohamud serviu de 2012–2017 n. 1955 (69 anos)
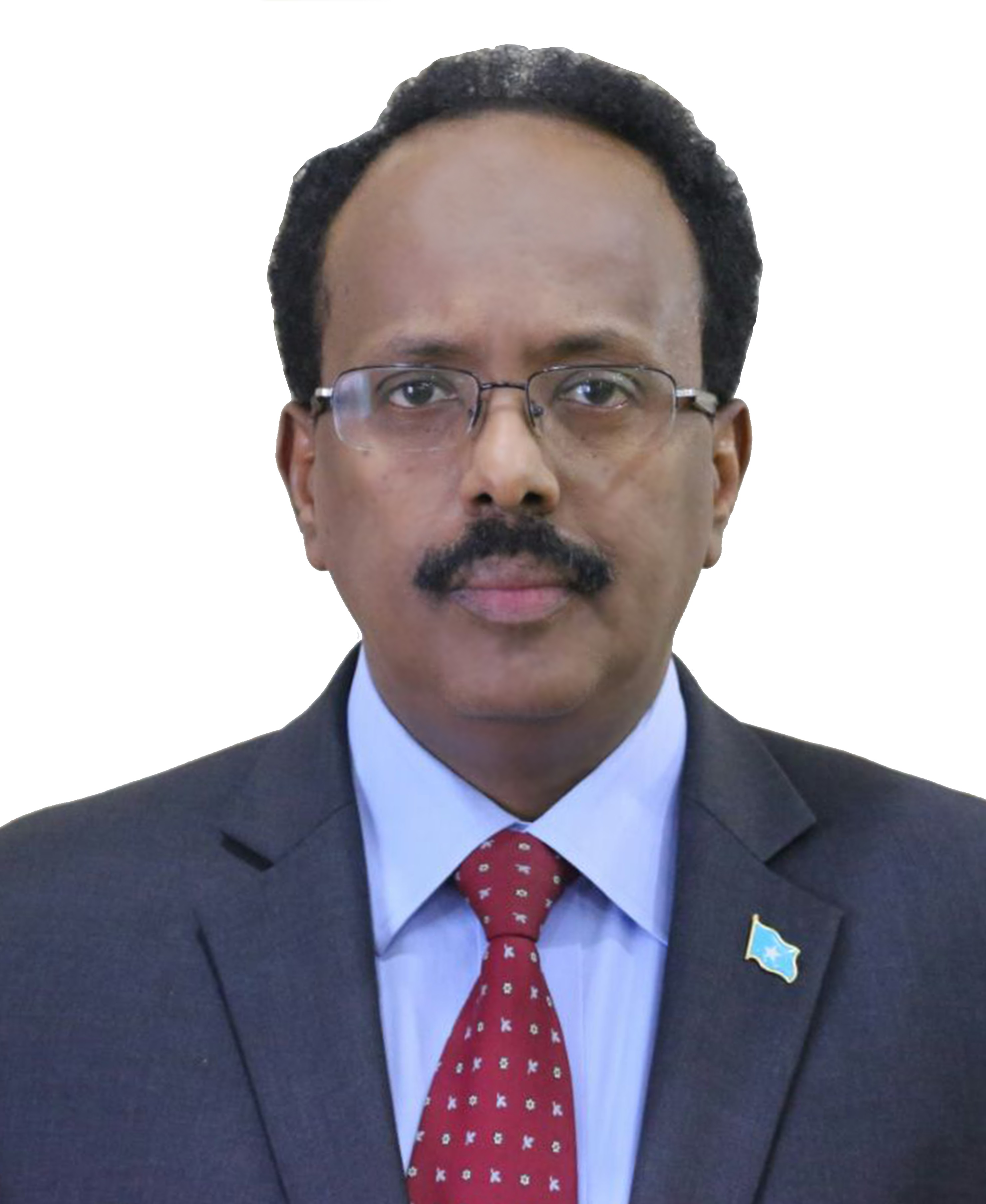
Mohamed A. Mohamed serviu de 2017–2022 n. 1962 (62 anos)

O último presidente a morrer foi Abdullahi Yusuf Ahmed, que exerceu o cargo de 2004 a 2008, no dia 23 de março de 2012, aos 77 anos de idade.